# Lin Ya-hua
Lin Ya-hua, född 30 december 1975, är en taiwanesisk bågskytt. Hon deltog vid olympiska sommarspelen 1996.